# 瓦爾尼姆山
72°6′S 24°10′E / 72.100°S 24.167°E
瓦爾尼姆山是南極洲的山峰，位於東部南極洲的毛德皇后地，屬於南龍達訥山脈的一部分，處於維德勒山以東7公里，海拔高度2,870米，現時受南極條約體系管理。